# Trung tâm Praga Koneser
Trung tâm Praga Koneser là một khu phức hợp gồm các cơ sở dân cư, văn phòng, văn hóa và giải trí nằm trong khuôn viên của Nhà máy Vodka Warsaw "Koneser" trước đây. Khu phức hợp được bao quanh bởi các đường Ząbkowska, Nieporęcka, Białostocka và Markowska từ mọi phía.

## Mô tả chung
Các tác giả của dự án Trung tâm Praga Koneser là ba công ty kiến trúc: Juvenes Projekt Sp. z.o.o., LÀ Sp. z.o.o. và Bulanda & Manya Architects. Việc thực hiện dự án đã được thực hiện bởi Công ty Phát triển BBI. Trung tâm Praga Koneser là kết quả của xu hướng kiến trúc châu Âu pha trộn không gian hậu công nghiệp với một loại vải đô thị. Các tòa nhà mới được xây dựng sẽ được tích hợp hài hòa vào khu vực hồi sinh của nhà máy cũ. Hoàn thiện dự án được lên kế hoạch cho năm 2016 và tổng giá trị của dự án được ước tính đạt 460 triệu PLN.

## Lịch sử
Nhà máy Vodka Warsaw "Koneser", ban đầu là Nhà máy chưng cất rượu (tiếng Ba Lan: Fabryka Oczyszczania Spirytusu), được thành lập năm 1897 theo sáng kiến của Hiệp hội chưng cất và bán rượu mạnh Warsaw của Ba Lan Vào thời đó, trong khuôn viên của nhà máy, ngoài các tòa nhà công nghiệp, tổ hợp nhà máy bao gồm nhà kho, nhà xưởng, tòa nhà dân cư và một trường học. Vào thời điểm đó, nhà máy là một trong những nhà máy sản xuất công nghệ tiên tiến nhất tại Warsaw. Thời kỳ giữa 2 cuộc chiến tranh là thời kỳ đầu tiên của nhà máy, lúc đó còn được gọi là Độc quyền. Nhà máy đã sử dụng hơn 400 người, và năng lực sản xuất của nó đạt tổng cộng một phần tư triệu chai vodka mỗi ngày. Trong thập niên hai mươi của thế kỷ XX "Koneser" tạo ra nhãn hiệu vodka phổ biến dễ nhận biết như: Wyborowa, Luksusowa, Żubrówka, Żytniówka và Siwucha. Sự phát triển hơn nữa của nhà máy đã bị gián đoạn do sự bùng nổ của Thế chiến II. Kết quả là, việc sản xuất đã giảm đáng kể và sau đó dừng lại. Vào cuối những năm 1940, sau Chiến tranh thế giới thứ hai và sự phục hồi cần thiết của nhà máy, việc sản xuất đã được nối lại và nó tiếp tục đến thập kỷ trước, khi tình trạng tồi tệ của công ty dẫn đến việc chấm dứt sản xuất và đóng cửa nhà máy. Cùng với việc mua lại mảnh đất của BBI Development, ý tưởng về Trung tâm thực dụng Koneser đã ra đời.

## Kế hoạch mở rộng
Dự án Trung tâm thực dụng Koneser là một khoản đầu tư duy nhất và duy nhất thuộc loại này ở Warsaw. Nó bao gồm việc phục hồi và điều chỉnh các tòa nhà hậu công nghiệp của nhà máy "Koneser" bao gồm các tòa nhà Kordegarda, Chỉnh lưu, Lọc và Kho linh tinh cũ, sử dụng các yếu tố kiến trúc đích thực của nhà máy. Phần còn lại của địa điểm nhà máy cũ sẽ bao phủ đầy với các tòa nhà hiện đại. Bên trong khu phức hợp tòa nhà sẽ có các căn hộ, tòa nhà văn phòng, phòng trưng bày, khu mua sắm gồm các thương hiệu nổi tiếng, nhà hàng và quán cà phê, điển hình của các khu đô thị hiện đại. Khu phức hợp cũng sẽ có bãi đậu xe ngầm và giám sát video riêng.

### Khu dân cư
Các tòa nhà dân cư chính của khu phức hợp xây dựng Koneser sẽ nằm dọc theo đường Białoctocka và Nieporęcka. Các tòa nhà sẽ được duy trì theo kiểu gác lửng, nghĩa là với không gian mở rộng, lấy cảm hứng từ kiến trúc công nghiệp. Tòa nhà National Mint sẽ được chuyển đổi thành căn hộ áp mái, có nội thất sẽ bao gồm nhiều yếu tố ban đầu từ các tòa nhà ban đầu.

### Thương mại và dịch vụ
Tòa nhà Spirit Warehouse lịch sử sẽ được chuyển đổi thành khu vực mua sắm của Trung tâm Praga Koneser. Ngoài ra, không gian trong các tòa nhà mới được xây dựng cũng sẽ có sẵn cho các thương nhân và nhà cung cấp dịch vụ. Các thương hiệu tốt nhất, cửa hàng thời trang, cửa hàng thời trang sang trạng, nhiều nhà hàng và quán cà phê sẽ được tập hợp tại địa điểm của Nhà máy Vodka Warsaw "Koneser" trước đây.

### Không gian văn phòng
Dự án liên quan đến việc tạo ra 22.000 m2 không gian văn phòng ở hạng A và B +. Tòa nhà Kordegarda lịch sử đã được điều chỉnh để làm không gian cho khu văn phòng.

## Hiện trạng của dự án
Kordegarda và tòa nhà hành chính cũ là nơi đầu tiên của tổ hợp nhà máy trải qua quá trình cải tạo. Dự án hồi sinh đã được chuẩn bị bởi công ty Dự án Juvenes. Độ cao của các tòa nhà đã được khôi phục với độ chính xác tối đa, chú ý đến từng chi tiết. Các mái nhà và trần nhà đã được thay thế và các cửa sổ lịch sử được khôi phục. Một số phần của sàn ban đầu ở tầng trệt cũng đã được giữ nguyên.